# 하이포아염소산 칼슘
차아염소산칼슘(Calcium hypochlorite) 또는 블리칭 파우더(Bleaching Powder)는 화학식 Ca(OCl)2을 갖는 무기 화합물이다. 물 처리에 쓰이는 상업용 표백제 제품의 주요 성분이다. 이 화합물은 상대적으로 안정적이며 차아염소산나트륨보다 염소 함유량이 더 많다. 백색 고체이지만 상업 샘플은 노란색을 보인다. 톡 쏘는 염소 냄새가 특징이며 축축한 대기로 천천히 분해된다.

## 같이 보기
- 하이포아염소산 나트륨